# 劉易斯縣 (肯塔基州)
劉易斯縣（英語：Lewis County）是美国肯塔基州東北部的一個縣，隔俄亥俄河與俄亥俄州相望，面積1,284平方公里。根據2020年美國人口普查，共有人口13,080人。縣治万斯堡（Vanceburg）。該縣成立於1806年12月2日，1807年4月1日組成政府；縣名紀念美國獨立戰爭軍人梅里韦瑟·刘易斯。